# Museo nazionale della campagna dell'Agro Romano per la liberazione di Roma
Il museo nazionale della campagna dell'Agro romano per la liberazione di Roma è uno spazio espositivo di Mentana, nella città metropolitana di Roma Capitale, nel Lazio, che è dedicato alla battaglia di Mentana, scontro risorgimentale avvenuto il 3 novembre 1867 tra le truppe franco-pontificie e i volontari di Giuseppe Garibaldi in seno alla campagna dell'Agro romano per la liberazione di Roma.

## Storia
È stato realizzato nel 1905, come l'attigua Ara-Ossario, dalla "Società Reduci delle patrie battaglie" allo scopo di raccogliere i cimeli e le donazioni offerti dai familiari dei garibaldini che parteciparono alla battaglia, molti dei quali sono sepolti nell'ossario citato. All'inaugurazione partecipò in forma solenne la banda comunale di Poggio Mirteto, fondata nel 1592, i cui componenti seguirono Giuseppe Garibaldi nella battaglia di Mentana, formando la fanfara della "Legione Leonina" e lasciando sul campo morti e feriti.
Il 5 maggio 1888 fu approvato il nuovo stemma del comune di Mentana, che sostituiva le chiavi incrociate pontificie; la proposta alla Consulta araldica fu sostenuta dal sindaco dell'epoca, Giuseppe Lodi. Questo stemma è costituito da un'immagine che rappresenta l'Ara-ossario dei caduti del 1867. Alla base dello stemma vi sono due spingarde con ai lati tre palle di cannone, mentre sotto è riportata la scritta "Dio-Patria-Umanità". L'Ara-ossario fu realizzata dalla Società reduci patrie battaglie di Viterbo con una pubblica sottoscrizione coordinata da Aristide Pinci su incarico di Menotti Garibaldi. Sui quattro lati del monumento furono scolpiti i nomi dei martiri. La sottoscrizione fruttò 21.025 lire, come documentato sulla pubblicazione del 1889 "Mentana e il suo monumento". Le donazioni annotate provennero da tutta Italia e dall'estero, oltre che da istituzioni pubbliche.
L'edificio che ospita il museo è opera dell'architetto Giulio De Angelis. Le decorazioni sulle facciate anteriore e posteriore sono invece dello scultore Scardovi. Il logo del museo, che è del 1997, è stato realizzato da Helen Moriò. Nel 2005 è ricorso il centenario della fondazione del museo, che è stato festeggiato da eventi e manifestazioni nel comune di Mentana e all'interno della sede espositiva. Nell'occasione è stata murata, sul lato destro della facciata esterna, una lapide marmorea riportante la scritta: "A nome della Francia Repubblicana io vengo a fare onorevole ammenda del delitto di Mentana", ovvero le parole proferite dal senatore francese Rivet nel maggio 1905 in occasione dell'inaugurazione del museo di Mentana.

## Le esposizioni
Il museo ha, come fine primario, la raccolta e la conservazione dei documenti, armi, divise, foto e cimeli legati alla campagna del 1867. Sono altresì numerose le testimonianze di altri periodi della storia garibaldina, tra cui la presenza di Garibaldi in America, la Repubblica Romana del 1848-1849, la spedizione dei Mille, la terza guerra di indipendenza, la campagna garibaldina di Digione nel 1870-1871 e, infine, la campagna di Grecia guidata da Ricciotti Garibaldi.
Il Museo (MuGa - Museo Garibaldino) detiene una delle più importanti collezioni di camicie rosse (circa 40). Nel 2017 è iniziata una importante opera di restauro sia delle giubbe che delle armi. I materiali sono esposti nella Sala Multimediale del MuGa.
I cimeli più importanti sono una cravatta originale indossata da Giuseppe Mazzini, i reperti legati alla Carboneria, alcuni autografi di Garibaldi, dei suoi figli e di suo genero Stefano Canzio, e diverse foto autentiche di Giuseppe, Menotti e Ricciotti Garibaldi e di altri personaggi del Risorgimento.
Per quanto riguarda le armi, sono presenti fucili Remington e Chassepots, tutti a retrocarica, e alcuni più semplici ad avancarica, che costituiscono, nel complesso, un buon esempio degli armamenti usati all'epoca dai garibaldini, dalle truppe pontificie e da quelle francesi. Numerose le pistole e le armi bianche. Tra i cimeli del 1867, il museo annovera anche la divisa completa con ghette, fascia e decorazioni del garibaldino Cesare Becherucci. Sono presenti trenta corone di alloro in metallo smaltato, realizzazioni artigiane di fine 1800, oltre che una spada con lama ondulata per l'iniziazione alla Massoneria.
È presente un'immagine di Garibaldi nelle sembianze del Cristo Redentore, trucco adottato dai volontari garibaldini per eludere i rigori della polizia pontificia. Sono anche conservate cartucce originali ad avancarica nelle loro giberne ed un quadro ad olio su tela che raffigura re Vittorio Emanuele II. Il materiale è ordinato in sezioni, che sono provviste di ampie spiegazioni grafiche fornite da esperti e destinate all'approfondimento storico da parte degli studenti e dei visitatori.